# Beck – Pensionat Pärlan
Beck – Pensionat Pärlan är en svensk TV-film från 1998. Detta är den femte filmen i den första omgången med Peter Haber och Mikael Persbrandt i huvudrollerna.

## Handling
En liten flicka springer rakt ut i gatan och blir påkörd av en bil. Bakom ratten sitter Gunvald Larsson som kört alldeles för fort. Hon avlider senare av sina skador på sjukhuset och Gunvald blir helt förkrossad och överväger att sluta som polis. Samtidigt sker en taxisprängning vid Silja Lines terminal i Värtahamnen, som blir inledningen till en utredning som visar att flyktingar som kommer med färjan får resan betald om de smugglar in högexplosivt cesium.

## Produktion
Porten till Pensionat Pärlan ligger på Vikingagatan 20 i Stockholm. Kråktantens lägenhetsfönster ligger precis som i filmen mittemot. 

## Rollista
- Peter Haber – Martin Beck
- Mikael Persbrandt – Gunvald Larsson
- Stina Rautelin – Lena Klingström
- Per Morberg – Joakim Wersén
- Michael Nyqvist – John Banck
- Anna Ulrika Ericsson – Yvonne Jäder
- Rebecka Hemse – Inger
- Lennart Hjulström – Lennart Gavling
- Peter Hüttner – Oljelund
- Lasse Lindroth – Peter
- Ingvar Hirdwall – grannen
- Fredrik Ultvedt – Jens Loftegård
- Bo Höglund – Mats
- Jan von Melen – Hasse Larsson
- Lucian Muscurel – Mikhail Gorzi
- Anna Godenius – föreståndare på Karlslund flyktingförläggning
- Kazim Jabrail – herr Treizoc
- Vassfiye Tutal – fru Treizoc
- Kemal Görgüy – Janic